# Xaniona punctum
Xaniona punctum är en insektsart som först beskrevs av Lethierry 1884.  Xaniona punctum ingår i släktet Xaniona och familjen dvärgstritar.
Artens utbredningsområde är Grekland. Inga underarter finns listade i Catalogue of Life.